# Simat de la Valldigna
Simat de la Valldigna – gmina w Hiszpanii, w prowincji Walencja, we wspólnocie autonomicznej Walencja, o powierzchni 38,49 km². W 2011 roku liczyła 3705 mieszkańców.